# Indigo (Vertrieb)
Indigo (Indigo Musikproduktion + Vertrieb GmbH) ist ein deutscher unabhängiger Musikvertrieb für Independent-Label. Der Vertrieb gehört seit seiner Gründung den Gründungsmitgliedern Nikel Pallat (einst bei Ton Steine Scherben), Albrecht Boehm und Jörn Heinecker (ehemals Inhaber des Vertriebs EFA-Nord). Der Firmensitz ist in Hamburg.
Die inhaltliche Ausrichtung ist weniger genre- als inhaltsgebunden, Indigo legt seinen Schwerpunkt auf Vertrieb und Vermarktung tendenziell anspruchsvollerer Independent-Musik. Neben deutschen Labels und Künstlern sind vor allem englische Label im Vertrieb.
Indigo ist ein reiner Vertrieb ohne eigenes Labelprogramm und ohne eigene Ladengeschäfte. Jedoch gehören die hauseigenen Label Strange Ways und Glitterhouse der Indigo Musikproduktion, sowie auch der Glitterhouse zugehörige Online-Mailorder, bis 2007 gehörte der Firma mit Ween auch ein eigener Schallplattenladen in Bielefeld.
Der Katalog umfasst Veröffentlichungen von mehreren hundert Independent-Labels aus unterschiedlichsten Genres. Schwerpunkte liegen bei Pop, Rock, Black Music, Dance & Electronic, Jazz, Weltmusik & Folklore sowie Klassik. Außerdem werden Musikvideos und Spielfilme vertrieben.

## Firmengeschichte
Indigo wurde 1993 von Nikel Pallat, Albrecht Böhm und Jörn Heinecker gegründet. Prägend für die Anfangsphase waren der Vertrieb von Ton Steine Scherben und zunächst auch die Fortführung des bekennend links-politisch, aktivistischen und inhaltlich ambitionierten Programms, das bereits für Vorgänger-Firma EFA-Nord imagebildend gewesen war.
Die kommenden Jahre wurde das Vertriebsprogramm deutlich ausgeweitet. Einige der bis heute für den Vertrieb wichtige deutsche Label (Trikont, Tapete Records, Grand Hotel van Cleef, Buback) sowie vor allem englische (Cooking Vinyl, Beggars Banquet) und internationale Label (Epitaph) kamen in den Vertrieb.
Das bis dato vor allem politisch ausgerichtete Vertriebsprogramm wurde nun vor allem durch künstlerisch-anspruchsvollen, deutschsprachigen Pop und britischen Indie-Rock erweitert. Damit hob sich Indigo in den 1990er Jahren und der Zeit um 2000 deutlich von dem stark elektronisch geprägten Mainstream ab. Mit dieser bis heute anhalten inhaltlichen Ausrichtung begann die kommerziell wie künstlerisch erfolgreichste Phase des Vertriebs. 2019 fusionierten der Wuppertaler Vertrieb Cargo Records und Indigo mit der Gründung der 375 media GmbH ihren physischen Vertrieb.
Die umsatzstärksten künstlerischen Meilensteine waren in der Frühphase der Firma die Veröffentlichungen von Ton Steine Scherben und den Einstürzenden Neubauten, im Zeitraum um 2000 und in den nachfolgenden Jahren der Vertrieb von Wolfsheim und Fettes Brot und bis 2015 die Alben von Adele.

## Firmengebäude
1999 wurde der ikonische „Turm“ als eigenes Firmengebäude gebaut, es befindet sich in Harburg unmittelbarer Nähe zum Harburger Binnenhafen, dem Harburger Bahnhof und den historischen Phoenix Hallen (die heute die Sammlung Falckenberg beherbergen).
Die runde Architektur um eine leere Mitte ist an die Form einer CD oder LP angelehnt.

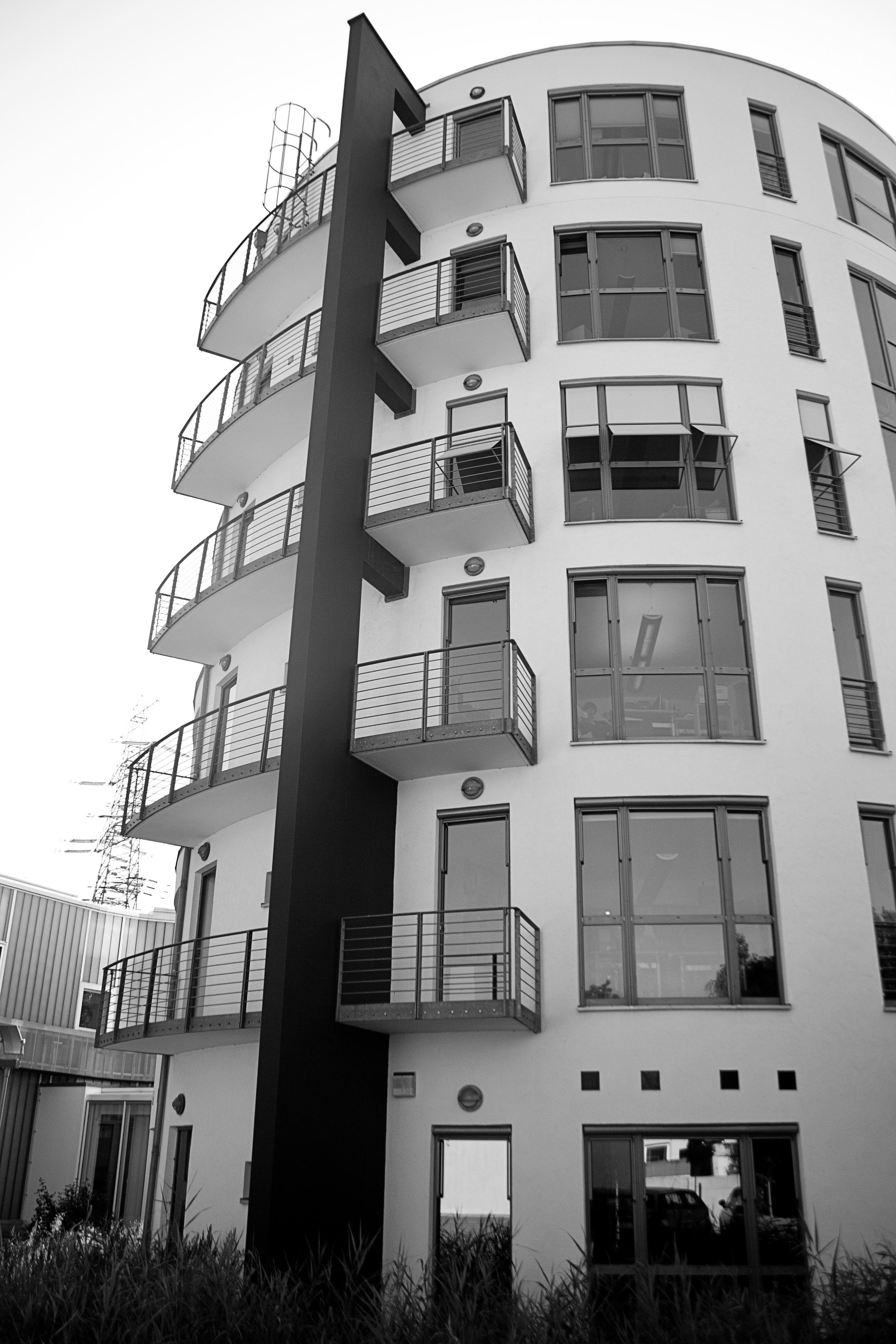
Firmengebäude in Hamburg (2012)

Neben Indigo haben hier u. a. auch die Tochter- und/oder Partnerfirmen Yellow Media GmbH (Produktionsfirma), die Inhouse-Label Glitterhouse und Strange Ways (Musiklabel), die 375 media GmbH (Vertriebsdienstleister) und das Tonstudio Master & Servant ihren Firmensitz. Letzteres ist eigenständig, mit Indigo jedoch durch den gemeinsamen Standort und eine langjährige Zusammenarbeit verbunden.

## Zu den von Indigo vertriebenen Labeln gehören u.a.
- Beggars Banquet Records (Bauhaus, The Cult, The Prodigy)
- Brilljant Alternatives
- Blue Rose Records
- Hucks Plattenkiste
- Audiolith
- !K7
- Erased Tapes
- Soul Jazz Records
- Buback
- XL Recordings (Adele, The White Stripes)
- Matador Records (Belle and Sebastian, Cat Power, Queens of the Stone Age, Sonic Youth)
- 4AD (The National)
- Cooking Vinyl (Frank Black, Billy Bragg, Marilyn Manson, Dropkick Murphys)
- Disko B
- Epitaph Records Europe (Parkway Drive, Bad Religion, Bring Me The Horizon)
- Fuego (Versengold, Knasterbart und Duivelspack)
- Glitterhouse
- Grand Hotel van Cleef (Thees Uhlmann, Kettcar, Olli Schulz und der Hund Marie)
- Normal (z. B. Shah Rukh Khan, Townes Van Zandt)
- Putumayo (v. a. Compilations)
- Synthetic Product Records (De/Vision)
- Strange Ways (Wolfsheim, Julia Hummer, Sparks)
- Tapete Records (Niels Frevert, Stereo Total, Robert Forster)
- Trikont (Hans Söllner)
- Weird System
- Weserlabel
- What's So Funny About (Freunde der italienischen Oper, Cpt. Kirk &., Knarf Rellöm)
- ZickZack (Abwärts, Blumfeld)